# Acuerdo de París
El Acuerdo de París es un acuerdo dentro del marco de la Convención Marco de las Naciones Unidas sobre el Cambio Climático que establece medidas para la reducción de las emisiones de gases de efecto invernadero (GEI). El acuerdo busca mantener el aumento de la temperatura global promedio por debajo de los 2 °C por encima de los niveles preindustriales, y perseguir esfuerzos para limitar el aumento a 1.5 °C, reconociendo que esto reduciría significativamente los riesgos y efectos del cambio climático.
El acuerdo establece que esto debería ser logrado mediante la reducción de emisiones de gases de efecto invernadero tan pronto como sea posible. También propone aumentar la habilidad de las partes del acuerdo para establecer medidas de mitigación, adaptación y resiliencia al cambio climático, y generar flujos financieros para lograr la reducción de emisiones y el desarrollo resistente a los efectos del cambio climático.
La aplicabilidad del Acuerdo comenzó en 2020, tras la finalización de la vigencia del Protocolo de Kioto. El acuerdo fue negociado durante la XXI Conferencia sobre Cambio Climático (COP 21) por los 195 países miembros, adoptado el 12 de diciembre de 2015 y abierto para firma el 22 de abril de 2016 para celebrar el Día de la Tierra. Hasta el 3 de noviembre de 2016, este instrumento internacional había sido firmado por 97 partes, lo cual comprende 96 países firmantes individualmente y la Unión Europea, la cual ratificó el acuerdo el 5 de octubre de 2016. De esta manera, se cumplió la condición para la entrada en vigor del acuerdo (Artículo 21,1) al ser ratificado por más de 55 partes, que suman más del 55 % de las emisiones globales de gases de efecto invernadero.
El jefe de la Conferencia de París, el ministro de Asuntos Exteriores de Francia, Laurent Fabius, dijo que este «ambicioso y balanceado» plan es un «punto decisivo histórico» en el objetivo de reducir el calentamiento global.
El 1 de junio de 2017, el presidente Donald Trump anunció la retirada de Estados Unidos de este acuerdo, dadas sus promesas de campaña en pro de los intereses económicos de la nación. Todos los demás países del mundo reiteraron su compromiso y comunicaron que no se iban a retirar del acuerdo aunque Estados Unidos lo hiciese. Los países latinoamericanos que más se habían involucrado en la consecución de los objetivos fijados en el acuerdo expresaron su preocupación por la reducción de transferencia de tecnología y financiación internacional que supondría la retirada de Estados Unidos para su proceso de transición energética.
Joe Biden, en su primer día en el cargo, firmó órdenes ejecutivas en la que se reincorpora al Acuerdo Climático de París, que se hizo oficial el 19 de febrero de 2021. Sin embargo, en la actual y segunda administración de Donald Trump de 2025, Estados Unidos vuelve a retirarse del acuerdo.

## Objetivo
Conforme al propio texto del instrumento internacional, tal como se enumera en su Artículo 2, el acuerdo tiene como objetivo reforzar la respuesta mundial a la amenaza del cambio climático, en el contexto del desarrollo sostenible y de los esfuerzos por erradicar la pobreza para lo cual determina tres acciones concretas:

a) Mantener el aumento de la temperatura media mundial muy por debajo de 2 °C con respecto a los niveles preindustriales, y proseguir los esfuerzos para limitar ese aumento de la temperatura a 1,5 °C con respecto a los niveles preindustriales, reconociendo que ello reduciría considerablemente los riesgos y los efectos del cambio climático;

b) Aumentar la capacidad de adaptación a los efectos adversos del cambio climático y promover la resiliencia al clima y un desarrollo con bajas emisiones de gases de efecto invernadero, de un modo que no comprometa la producción de alimentos;

c) Elevar las corrientes financieras a un nivel compatible con una trayectoria que conduzca a un desarrollo resiliente al clima y con bajas emisiones de gases de efecto invernadero.
Artículo 2. Acuerdo de París. Naciones Unidas.

## Contenido

### Contribuciones nacionales previstas

Emisiones globales de dióxido de carbono por jurisdicción.
- EEE se refiere al Espacio Económico Europeo (EEE) y a la Unión Europea

Las contribuciones que cada país individual puede establecer para conseguir el objetivo global están determinadas por todos los países individualmente y se denominan contribuciones previstas determinadas a nivel nacional (Nationally determined contributions, NDCs). El artículo 3 requiere que sean «ambiciosas», «que representen un progreso a lo largo del tiempo» y se establezcan «para conseguir el propósito de este Acuerdo». Las contribuciones deberían tener un informe cada cinco años y estar registradas por la Secretaría de las UNFCCC. Cada progreso debería ser más ambicioso que el previo, conocido como el principio de «progresión». Los países pueden cooperar y poner en común sus contribuciones determinadas a escala nacional. Las contribuciones determinadas a nivel nacional comprometidas durante la conferencia de Cambio Climático de 2015 sirven —a menos que se consigan de otra manera— como la contribución inicial a escala nacional.
El nivel de las Contribuciones Previstas Determinadas a Nivel Nacional (INCD) que se establece para cada país definirá los objetivos de cada país. Sin embargo, las contribuciones no son obligaciones similares a la legislación internacional, ni tienen la especificidad de carácter normativo, o lenguaje obligatorio necesario para crear normas que hay que cumplir. Además, no habrá mecanismo para forzar a un país a establecer un objetivo en su Contribución determinada a escala nacional para una fecha concreta, ni la ejecución si el objetivo establecido no se alcanza. Habrá solamente un sistema «nombre y deshonra» o como János Pásztor, el secretario general asistente de ONU en cambio climático dijo en la cadena televisiva norteamericana CBS News, un plan «nombre y estímulo».[cita requerida] Según dispone el Acuerdo no hay consecuencias si los países no alcanzan sus compromisos, la conclusión en este punto es frágil.

### Balance mundial
El balance mundial comenzó con un «diálogo facilitador» en 2018. En esta convocatoria, las partes evaluaron cómo sus primeras NDC se comparaban con el objetivo más cercano de alcanzar un pico de emisiones globales y con el objetivo a largo plazo de lograr cero emisiones netas para la segunda mitad de este siglo.
La implementación del acuerdo por todos los países miembros en conjunto será evaluada cada 5 años, con la primera evaluación en 2023. El resultado se utilizará como insumo para nuevas contribuciones determinadas a nivel nacional de los Estados miembros. El balance no consistirá en contribuciones o logros de países individuales, sino en un análisis colectivo de lo que se ha logrado y qué más se necesita hacer.
El balance funciona como parte del esfuerzo del Acuerdo de París para crear un aumento en la ambición de los recortes de emisiones. Debido a que los analistas acordaron en 2014 que las NDC no limitarían el aumento de temperaturas por debajo de 2 °C, el balance mundial vuelve a reunir a las partes para evaluar cómo deben evolucionar sus nuevas NDC para que reflejen continuamente la «mayor ambición posible» de un país.
Si bien aumentar la ambición de las NDC es uno de los objetivos principales del balance mundial, el balance evalúa los esfuerzos más allá de la mitigación. Las revisiones quinquenales también evaluarán la adaptación, las provisiones de financiamiento climático y el desarrollo y la transferencia de tecnología.
En abril de 2020, un estudio preliminar publicado en Nature Communications llegó a una serie de conclusiones que impacta sobre el análisis del balance mundial. Sobre la base de una base de datos de políticas públicas y un análisis de escenarios de modelos múltiples, los autores demostraron que la implementación de las políticas actuales deja una brecha de emisión media de 22,4 a 28,2 GtCO2eq para 2030 con las vías óptimas para implementar los objetivos de niveles inferiores de 2 °C y 1,5 °C de París. Si las Contribuciones Determinadas a Nivel Nacional se implementaran en su totalidad, esta brecha se reduciría en un tercio. Se encontró que los países evaluados no lograron sus contribuciones prometidas con las políticas implementadas (brecha de implementación), o tenían una brecha en las ambiciones con caminos óptimos muy por debajo de 2 °C. El estudio mostró que todos los países necesitarían acelerar la implementación de políticas para tecnologías renovables, mientras que las mejoras en la eficiencia son especialmente importantes en los países en desarrollo y los países que dependen de los combustibles fósiles.

### Estructura
El Acuerdo de París tiene una estructura «de abajo hacia arriba» en contraste con la mayoría de los tratados de derecho ambiental internacional, que son «de arriba hacia abajo», caracterizados por estándares y objetivos establecidos internacionalmente para que los estados los implementen. A diferencia de su predecesor, el Protocolo de Kioto, que establece metas de compromiso que tienen fuerza legal, el Acuerdo de París, con su énfasis en la construcción de consenso, permite metas voluntarias y determinadas a nivel nacional. Por lo tanto, los objetivos climáticos específicos se fomentan políticamente, en lugar de vincularse legalmente. Solo los procesos que rigen la presentación de informes y la revisión de estos objetivos son obligatorios en virtud del derecho internacional.
Otra diferencia clave entre el Acuerdo de París y el Protocolo de Kioto son sus alcances. Si bien el Protocolo de Kioto diferenciaba entre países del Anexo 1 y países no incluidos en el Anexo 1, esta bifurcación se difumina en el Acuerdo de París, ya que todas las partes deberán presentar planes de reducción de emisiones. Si bien el Acuerdo de París aún enfatiza el principio de «Responsabilidad común pero diferenciada y capacidades respectivas» (entendido como el reconocimiento de que diferentes naciones tienen diferentes capacidades y deberes para la acción climática), no establece una división específica entre naciones desarrolladas y en desarrollo. Por lo tanto, los negociadores tendrán que seguir abordando este tema en futuras rondas de negociación, aunque la discusión sobre la diferenciación pueda adquirir una nueva dinámica.

### Perspectiva de género y derechos humanos
El Acuerdo de París incorpora el reconocimiento de los derechos humanos y la perspectiva de género. A diferencia de la Convención Marco de las Naciones Unidas sobre el Cambio Climático, el Acuerdo de París menciona explícitamente la perspectiva de género, como parte de los esfuerzos para avanzar hacia la transversalización de género, la justicia intergeneracional y el reconocimiento de las comunidades indígenas y vulnerables. El Acuerdo de París incorpora estas referencias no solamente en el contenido del acuerdo, sino en sus análisis, planes y perspectivas. El Acuerdo reconoce además el rol de las comunidades locales e indígenas y la necesidad de redoblar los esfuerzos dirigidos a esas comunidades. En su preámbulo, el Acuerdo reconoce que:

...el cambio climático es un problema de toda la humanidad y que, al adoptar medidas para hacerle frente, las Partes deberían respetar, promover y tener en cuenta sus respectivas obligaciones relativas a los derechos humanos, el derecho a la salud, los derechos de los pueblos indígenas, las comunidades locales, los migrantes, los niños, las personas con discapacidad y las personas en situaciones vulnerables y el derecho al desarrollo, así como la igualdad de género, el empoderamiento de la mujer y la equidad intergeneracional.
Preámbulo. Acuerdo de París. Naciones Unidas.

Además, el Acuerdo reconoce la necesidad de incorporar la perspectiva de género interseccional en los planes de adaptación y mitigación, en el artículo 7, inciso 5:

Las Partes reconocen que la labor de adaptación debería llevarse a cabo mediante un enfoque que deje el control en manos de los países, responda a las cuestiones de género y sea participativo y del todo transparente, tomando en consideración a los grupos, comunidades y ecosistemas vulnerables, y que dicha labor debería basarse e inspirarse en la mejor información científica disponible y, cuando corresponda, en los conocimientos tradicionales, los conocimientos de los pueblos indígenas y los sistemas de conocimientos locales, con miras a integrar la adaptación en las políticas y medidas socioeconómicas y ambientales pertinentes, cuando sea el caso.
Artículo 7. Acuerdo de París. Naciones Unidas.

La mayoría de los países han incorporado alguna dimensión de género en los borradores de sus respectivas contribuciones determinadas a nivel nacional como parte de los planes para la reducción de emisiones de gases de efecto invernadero, adaptación y mitigación al cambio climático.

## Implicaciones e impactos

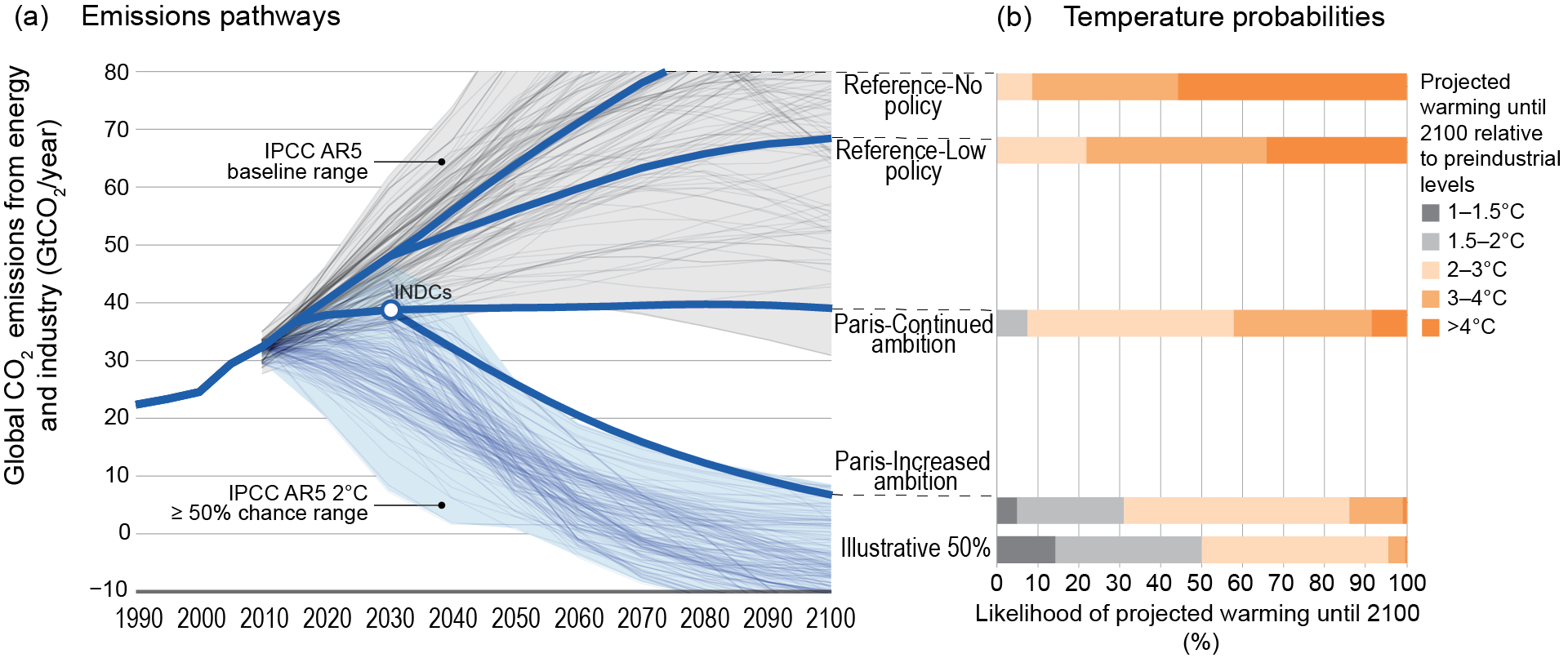

Dos estudios indican que, para 2017, ninguno de los países mayormente industrializados estaba implementando las políticas que esperaron y, además, no han cumplido con sus reducciones de emisiones que fueron previamente acordadas; inclusive, si es que lo hubieran hecho ya, la suma de todas las emisiones de los miembros firmantes (para el 2016) no sería suficiente para mantener el incremento de temperatura en menos de 2 °C. Además, la UNEP estima que una reducción de emisiones en noviembre de 2016, implicaría un incremento en 3 °C. En el marco europeo, se estima que, si a finales de siglo el calentamiento global en el mundo supera los 3 °C, Europa podría sufrir unas pérdidas de 240 000 millones de euros, según un informe del Centro Común de Investigación que asesora a la Comisión Europea 2008.
Por otra parte, un artículo escrito el 22 de abril de 2016 por el MIT News analiza el impacto del Acuerdo de París en el incremento global de temperaturas. Utilizando una serie de sistemas y modelos, concluyeron que este acuerdo climático podría representar un decrecimiento de temperaturas entre 0.6 y 1.1 grados Celsius para el fin del siglo, con apenas un cambio de 0.1 C para el 2050. Por lo tanto, se teme que, en el futuro, no se puedan cumplir los objetivos acordados bajo las circunstancias actuales.
Además, un estudio publicado en 2018, detecta un umbral al cual las temperaturas puedan aumentar entre 4 y 5 grados comparadas con niveles preindustriales, tomando en cuenta los mecanismos de retroalimentación del sistema climático.
Con respecto a los impactos, un estudio publicado en 2018 nota que, inclusive a 1.5 °C, se podría esperar altas ocurrencias de extremos hidrológicos, sobre todo en India y en el sur y sur-este de Asia. Sin embargo, el mismo estudio indica que, a 2.0 °C, varios ríos en Sudamérica, África Central, Europa Occidental y el área del río Misisipi en Estados Unidos verían un alto incremento en sus caudales; por tanto, aumentando el riesgo de posibles inundaciones.

## Acción para el empoderamiento climático
La Acción para el Empoderamiento Climático (ACE, por sus siglas en inglés) es una iniciativa promovida por la Convención Marco de las Naciones Unidas sobre el Cambio Climático (CMNUCC) que busca integrar la educación y la sensibilización pública en la lucha contra el cambio climático. Tanto el artículo 6 de la CMNUCC como el artículo 12 del Acuerdo de París reconocen a la ACE como un paso decisivo para fortalecer la resiliencia de los países ante el cambio climático. Su enfoque transversal involucra a todos los niveles de la sociedad en la creación y apoyo de acciones climáticas necesarias para cumplir con los compromisos adquiridos en las Contribuciones Determinadas a Nivel Nacional (NDC).
El principal objetivo de ACE es promover el surgimiento de una ciudadanía consciente, activa y corresponsable, capaz de contribuir a las transiciones ecológicas y sociales urgentes. Para lograrlo, ACE se basa en seis áreas clave: educación, sensibilización, capacitación, participación pública, acceso a la información y cooperación. Estas áreas buscan dotar a la población de los conocimientos y habilidades necesarios para enfrentar el cambio climático de manera efectiva.
A nivel mundial, la inclusión de la educación en las estrategias climáticas nacionales ha sido limitada. Solo el 24 % de las Contribuciones Determinadas a Nivel Nacional (NDC, por sus siglas en inglés) menciona el papel de la educación en la agenda climática, mientras que únicamente el 21 % menciona específicamente a la educación sobre cambio climático. En América Latina y el Caribe, menos del 10 % de las NDC priorizan el sector educativo como parte de sus estrategias de adaptación al cambio climático. Esta falta de integración refleja una de las principales barreras para la implementación efectiva de la ACE, ya que no se ha asignado el financiamiento necesario para llevar a cabo estas estrategias a nivel nacional.